# Ludowość w literaturze
Ludowość w literaturze – program nawiązywania do ludowej literatury, czerpania z niej motywów i wzorców stylistycznych, a niekiedy też przyswajanie właściwych jej postaw wobec świata, sformułowany po raz pierwszy w okresie romantyzmu. Wyraził się on w zwrocie do motywów ludowych, przede wszystkim fantastycznych, w dążeniu do ukazywania świata przez pryzmat ludowego bohatera, w przywołaniu gatunków literackich, które do tej pory funkcjonowały głównie w folklorze (przede wszystkim ballada).